# ダミアン・ライス

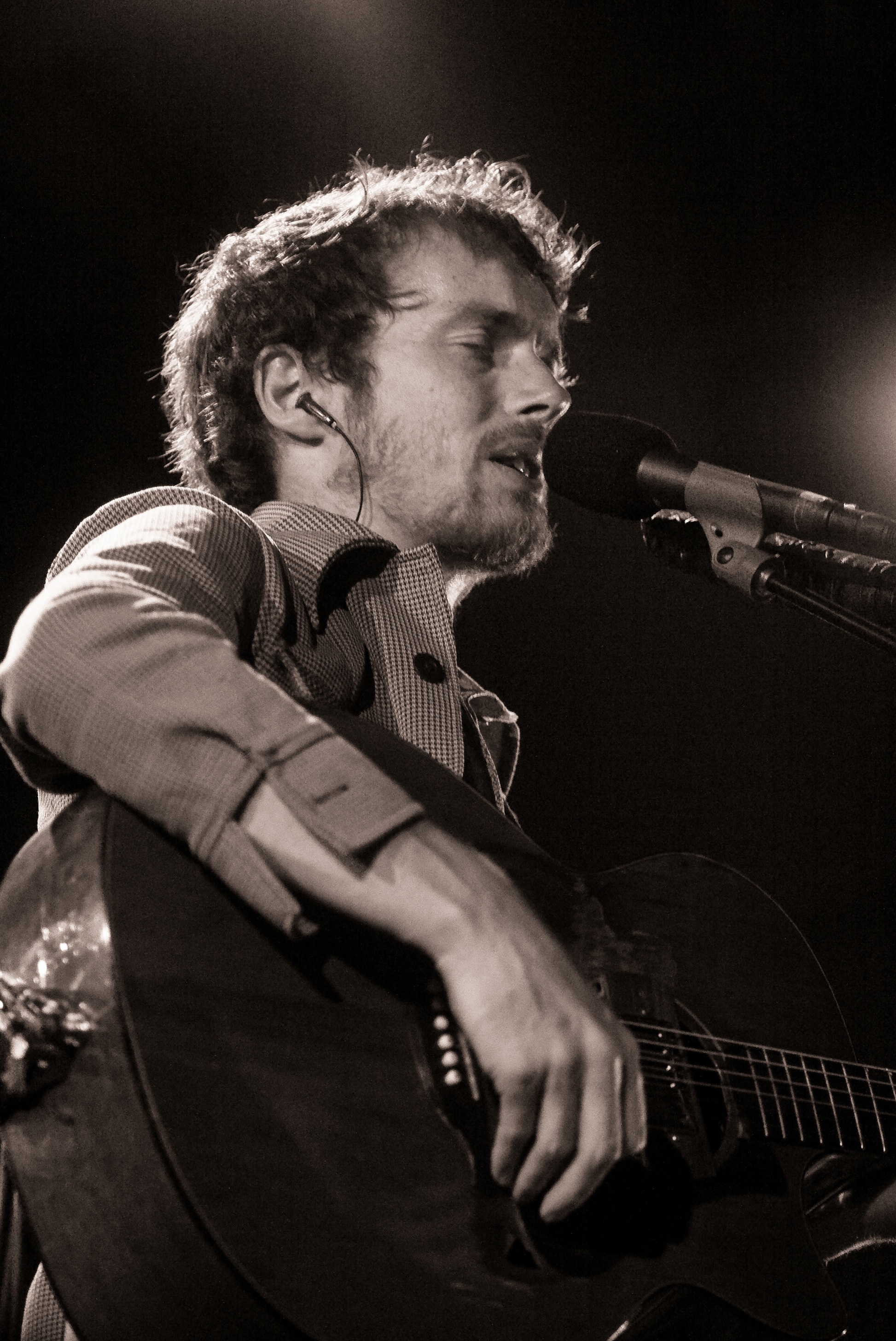
ダミアン・ライス

ダミアン・ライス（Damien Rice、1973年12月7日 - ）は、アイルランドのフォークシンガー。

## 経歴
ダブリンの郊外で生まれ、キルデア県のセルブリッジで育った。
ジュニパーというロックバンドを結成、ヴォーカルとソングライティングを担当していた。ジュニパーは1997年にポリグラム・レコードとの契約を得るが、ライスはシングル2作のリリース後に脱退。1999年、トスカーナに移住し、ヨーロッパ中をアコースティック・ギターを演奏して歌いながら、ストリート・パフォーマンスをして廻った。1年後にダブリンに戻った彼は、借りられるだけのお金を借りて、デモを記録。ビョークなどのプロデューサーで映画作曲家のデヴィッド・アーノルドにそのデモを送った。デモを気に入ったアーノルドは、ロンドンで"The Blower's Daughter"をレコーディングするよう提案したが、ライスは自宅でのレコーディングにこだわったため、ライスの移動式スタジオの設置を援助した。そして、ライスは8トラック・レコーダーでデビュー・アルバム『O』を完成させ、2002年2月にリリース。このアルバムはアイルランドのアルバム・チャートで2位となり、後にイギリス（最高8位）、アメリカ（最高114位）などの国でもチャート入りした。その後、トーリ・エイモスのアルバム『ビーキーパー』（2005年）収録曲「ザ・パワー・オブ・オレンジ・ニッカーズ」をエイモスとデュエットした。
2008年にレナード・コーエンのダブリン公演でオープニング・アクトを務めるが、それ以後ライヴ活動を停止する。2011年、『Q』誌の企画によるU2のトリビュート・アルバム『AHK-toong BAY-bi Covered』に「ワン」のカヴァーを提供した。2014年にはライヴ活動を再開し、同年に8年ぶりのアルバム『マイ・フェイヴァリット・フェイデッド・ファンタジー』をリリースした。

## ディスコグラフィー

### アルバム
| 1st | 2002年2月1日   | O                          | アイルランドでプラチナム、UKでゴールドを獲得。 |
| 2nd | 2006年11月3日  | 9                          | 全英初登場4位、全米22位、アイルランド1位       |
| 3rd | 2014年10月31日 | My Favourite Faded Fantasy | アイルランド1位                                |

## 日本公演
- 2007年

FUJI ROCK FESTIVAL 07に出演のため初来日する予定だったが、急病(という名目だが、後述の日本の捕鯨への反発のため)を理由にキャンセルした。突然の発表だったため、開催場で知ったファンも多かった。

## エピソード
反捕鯨派であることが知られている。
FUJI ROCK FESTIVAL 07の出演をキャンセルした際、パンフレットにダミアン直筆の"Don't kill my brother & sister"というメッセージがクジラのイラストと共に掲載された。